# Badminton-Mannschaftsafrikameisterschaft 2016
Bei der Badminton-Mannschaftsafrikameisterschaft 2016 wurden die afrikanischen Mannschaftstitelträger bei den Damen- und Herrenteams ermittelt. Die Titelkämpfe fanden vom 15. bis zum 21. Februar 2016 in Beau Bassin-Rose Hill statt.
Die Meisterschaft war gleichzeitig Qualifikationsturnier für den Thomas Cup 2016 und den Uber Cup 2016.

## Medaillengewinner
- Herrenteams

| Medaille | Team      | Spieler                                                                                               |
| -------- | --------- | --- |
| Gold     | Südafrika | Cameron Coetzer, Andries Malan, Jacob Maliekal, Prakash Vijayanath, Willem Viljoen                    |
| Silver   | Mauritius | Deeneshsing Baboolall, Jean Bernard Bongout, Sahir Edoo, Aatish Lubah, Christopher Paul, Georges Paul |
| Bronze   | Ghana     | Abraham Ayittey, Michael Opoku Baah, Daniel Sam, Michael Sam, Emmanuel Donkor                         |
| Bronze   | Algerien  | Mohamed Abderrahime Belarbi, Adel Hamek, Koceila Mammeri, Adel Meddah, Youcef Sabri Medel             |

- Damenteams

| Medaille | Team      | Spielerinnen                                                                                |
| -------- | --------- | ------------------------------------------------------------------------------------------- |
| Gold     | Mauritius | Shama Aboobakar, Nicki Chan-Lam, Kate Foo Kune, Shania Leung, Yeldi Louison, Sendila Mourat |
| Silver   | Ägypten   | Nadine Ashraf, Menna Eltanany, Doha Hany, Hadia Hosny                                       |
| Bronze   | Ghana     | Stella Koteikai Amasah, Diana Archer, Grace Annabel Atipaka, Gifty Mensah                   |
| Bronze   | Uganda    | Shamim Bangi, Gloria Najjuka, Daisy Nakalyango, Aisha Nakiyemba                             |

## Herrenteam

### Gruppenphase

#### Gruppe A
| Platz | Team      | Pld | W | L | MF | MA | MD  | GF | GA | GD  | PF  | PA  | PD   | Pts | Qualifikation |
| ----- | --------- | --- | - | - | -- | -- | --- | -- | -- | --- | --- | --- | ---- | --- | ------------- |
| 1     | Südafrika | 3   | 3 | 0 | 14 | 1  | +13 | 29 | 6  | +23 | 704 | 495 | +209 | 3   | Q             |
| 2     | Mauritius | 3   | 2 | 1 | 8  | 7  | +1  | 19 | 14 | +5  | 607 | 532 | +75  | 2   | Q             |
| 3     | Réunion   | 3   | 1 | 2 | 8  | 7  | +1  | 18 | 17 | +1  | 660 | 600 | +60  | 1   |               |
| 4     | Simbabwe  | 3   | 0 | 3 | 0  | 15 | −15 | 1  | 30 | −29 | 309 | 653 | −344 | 0   |               |

- Südafrika gegen Réunion

- Mauritius gegen Simbabwe

- Mauritius gegen Réunion

- Südafrika gegen Simbabwe

- Südafrika gegen Mauritius

- Simbabwe gegen Réunion

#### Gruppe B
| Platz | Team     | Pld | W | L | MF | MA | MD | GF | GA | GD  | PF  | PA  | PD   | Pts | Qualifikation |
| ----- | -------- | --- | - | - | -- | -- | -- | -- | -- | --- | --- | --- | ---- | --- | ------------- |
| 1     | Algerien | 2   | 2 | 0 | 8  | 2  | +6 | 15 | 5  | +10 | 371 | 275 | +96  | 2   | Q             |
| 2     | Ghana    | 2   | 1 | 1 | 6  | 4  | +2 | 14 | 9  | +5  | 421 | 358 | +63  | 1   | Q             |
| 3     | Uganda   | 2   | 0 | 2 | 1  | 9  | −8 | 3  | 18 | −15 | 243 | 402 | −159 | 0   |               |

- Algerien gegen Ghana

- Uganda gegen Ghana

- Algerien gegen Uganda

### Endrunde
|  | Halbfinale  | Halbfinale  |           |           | Finale      | Finale      |
|  |             |             |           |           |             |             |
|  | 18. Februar |             |           |           |             |             |
|  | Südafrika   | 3           |           |           |             |             |
|  | Ghana       | 1           |           |           | 19. Februar | 19. Februar |
|  |             |             | Südafrika | 3         |             |             |
|  | 18. Februar | 18. Februar |           | Mauritius | 1           |             |
|  | Mauritius   | 3           |           |           |             |             |
|  | Algerien    | 0           |           |           |             |             |
|  |             |             |           |           |             |             |

#### Halbfinale
- Südafrika gegen Ghana

- Mauritius gegen Algerien

#### Finale
- Südafrika gegen Mauritius

## Damenteam

### Gruppenphase

#### Gruppe A
| Platz | Team    | Pld | W | L | MF | MA | MD | GF | GA | GD  | PF  | PA  | PD   | Pts | Qualifikation |
| ----- | ------- | --- | - | - | -- | -- | -- | -- | -- | --- | --- | --- | ---- | --- | ------------- |
| 1     | Ägypten | 2   | 2 | 0 | 8  | 2  | +6 | 17 | 5  | +12 | 449 | 306 | +143 | 2   | Q             |
| 2     | Uganda  | 2   | 1 | 1 | 6  | 4  | +2 | 13 | 10 | +3  | 401 | 404 | −3   | 1   | Q             |
| 3     | Réunion | 2   | 0 | 2 | 1  | 9  | −8 | 3  | 18 | −15 | 284 | 424 | −140 | 0   |               |

- Ägypten gegen Réunion

- Uganda gegen Réunion

- Ägypten gegen Uganda

#### Gruppe B
| Platz | Team      | Pld | W | L | MF | MA | MD  | GF | GA | GD  | PF  | PA  | PD   | Pts | Qualifikation |
| ----- | --------- | --- | - | - | -- | -- | --- | -- | -- | --- | --- | --- | ---- | --- | ------------- |
| 1     | Mauritius | 2   | 2 | 0 | 10 | 0  | +10 | 20 | 0  | +20 | 420 | 160 | +260 | 2   | Q             |
| 2     | Ghana     | 2   | 1 | 1 | 5  | 5  | 0   | 10 | 10 | 0   | 328 | 291 | +37  | 1   | Q             |
| 3     | Simbabwe  | 2   | 0 | 2 | 0  | 10 | −10 | 0  | 20 | −20 | 123 | 420 | −297 | 0   |               |

- Mauritius gegen Simbabwe

- Ghana gegen Simbabwe

- Mauritius gegen Ghana

### Endrunde
|  | Halbfinale  | Halbfinale  |         |           | Finale      | Finale      |
|  |             |             |         |           |             |             |
|  | 18. Februar |             |         |           |             |             |
|  | Ägypten     | 3           |         |           |             |             |
|  | Ghana       | 0           |         |           | 19. Februar | 19. Februar |
|  |             |             | Ägypten | 0         |             |             |
|  | 18. Februar | 18. Februar |         | Mauritius | 3           |             |
|  | Uganda      | 0           |         |           |             |             |
|  | Mauritius   | 3           |         |           |             |             |
|  |             |             |         |           |             |             |

#### Halbfinale
- Ägypten gegen Ghana

- Uganda gegen Mauritius

#### Finale
- Ägypten gegen Mauritius